# 笹津駅
笹津駅（ささづえき）は、富山県富山市笹津にある西日本旅客鉄道（JR西日本）高山本線の駅である。
本項では、かつて存在していた富山地方鉄道笹津線の地鉄笹津駅（ちてつささづえき）についても解説する。

## 歴史
当駅は元来富山軽便鉄道線の終着駅として開業し、それからは神岡鉱山の輸送拠点として栄え、特に1915年（大正4年）4月には馬車軌道が開通してからは、当駅は貨物積替のために殷賑を極め、駅前には多くの運送店や旅館が進出した。この馬車軌道は1923年（大正12年）7月21日に軌道法に係る軌道となったのち、1927年（昭和2年）3月7日からは三井鉱山の経営下となった。しかし、飛越線の当駅 - 越中八尾駅間の開業によって笹津駅における神岡鉱山の貨物輸送は、富山以遠と運賃が通算できる国有鉄道に移行し、1930年（昭和5年）度の富山鉄道の貨物輸送量は飛越線開業前年の1928年（昭和3年）度に比して52.7 %減少するに至った。更に飛越線当駅 - 猪谷駅間が1930年（昭和5年）11月27日に開業すると、笹津駅まで伸びていた三井鉱山の軌道は東猪谷駅から猪谷駅へと通ずるよう1931年（昭和6年）9月16日に路線を変更し、従来当駅における発着貨物中の9割を占めていた神岡鉱山関係の貨物はすべて猪谷駅において扱われるようになった。このような経緯により、富山鉄道線は遂に廃止されるに至ったのである。

### 年表
- 1914年（大正3年）12月6日：富山軽便鉄道富山駅 - 当駅間開通に伴い開業[8]。
- 1915年（大正4年）
  - 3月：駅前に鉱山輸送用の馬車鉄道（のち軽便鉄道、神岡軌道）が乗り入れ[9]。
  - 10月24日：富山軽便鉄道が富山鉄道に改称。それに伴い同鉄道の駅になる[8]。
- 1929年（昭和4年）10月1日：鉄道省（国鉄）飛越線当駅 - 越中八尾駅間延伸開通に伴い国鉄笹津駅開業[10][11]。旅客、荷物及び貨物の取扱を開始[11]。
- 1930年（昭和5年）11月27日：飛越線当駅 - 猪谷駅間延伸開通に伴い中間駅となる[10][12]。
- 1931年（昭和6年）9月16日：神岡軌道当駅 - 東猪谷駅間廃線に伴い同線の笹津駅が廃止となる[13]。
- 1933年（昭和8年）
  - 3月31日：省営自動車笹津線当駅 - 富山駅間が開業する[14]。
  - 4月20日：富山鉄道南富山駅 - 当駅間廃線に伴い同線の笹津駅が廃止となる[8]。
- 1934年（昭和9年）10月25日：線路名を飛越線から高山本線に改称、それに伴い同線の駅となる[10][15]。
- 1943年（昭和18年）2月28日：省営自動車笹津線の営業を廃止する[16]。
- 1944年（昭和19年）2月：日本カーボン富山工場、国産軽金属及び日本マグネシウム富山工場に対する三社共同専用線を敷設する[17]。
- 1948年（昭和23年）3月：敷島紡績に対する専用線を敷設する[17]。
- 1952年（昭和27年）
  - 8月15日：富山地方鉄道笹津線大久保町駅 - 当駅間延伸開通（笹津線全通。事実上の路線復活）に伴い地鉄笹津駅開業[8]。同時に敷島紡績専用線は富山地方鉄道の所属とし、笹津線に敷島紡信号場を設けて敷島紡績工場内に敷島紡駅を開業する[17][18]。
  - 10月15日：地鉄笹津駅の駅舎が竣工する[19]。
- 1953年（昭和28年）2月1日：当駅 - 大沢野町八木山駅に敷紡前駅が開業する[19]。
- 1955年（昭和30年）
  - 3月：当駅の公衆便所を改築し、富山地方鉄道とその共同使用を開始する[17]。
  - 12月：戦時下に撤去した跨線橋を新設する[17]。
- 1956年（昭和31年）
  - 3月：待合室に至る旅客上屋を新設する[17]。
  - 6月1日：高山本線当駅 - 越中八尾駅間に東八尾駅が開業する[20]。
  - 8月：待合室を拡張する[17]。
- 1958年（昭和33年）3月1日：同日営業運転が始まった準急ひだの停車駅となる[21]。
- 1969年（昭和44年）5月29日：昭和天皇、香淳皇后が第20回全国植樹祭に合わせて県内を行幸啓。笹津駅発名古屋駅行きのお召し列車が運転[22]。昭和天皇が当駅より名古屋行の列車に乗車する[23]。
- 1974年（昭和49年）10月1日：営業範囲を改正し、旅客、荷物及び車扱貨物を取扱う駅となる[24]。
- 1975年（昭和50年）4月1日：富山地方鉄道笹津線の廃線に伴い地鉄笹津駅が廃止となる[8]。同日には敷島紡績への貨物営業も廃止された[25]。
- 1984年（昭和59年）2月1日：営業範囲を改正し、荷物及び車扱貨物の取扱を廃止する[26]。
- 1987年（昭和62年）
  - 3月31日：営業範囲を改正し、旅客及び荷物（但し新聞紙に限る）を取扱う駅となる[27]。
  - 4月1日：国鉄分割民営化により、西日本旅客鉄道（JR西日本）の駅となる[28]。
- 1991年（平成3年）4月：当駅を無人化する[29]。
- 2005年（平成17年）
  - 2月8日：当駅駅舎の改築工事に着手する[30]。
  - 10月29日：当駅駅舎の改築工事が完了し、その完成式を行う[31]。

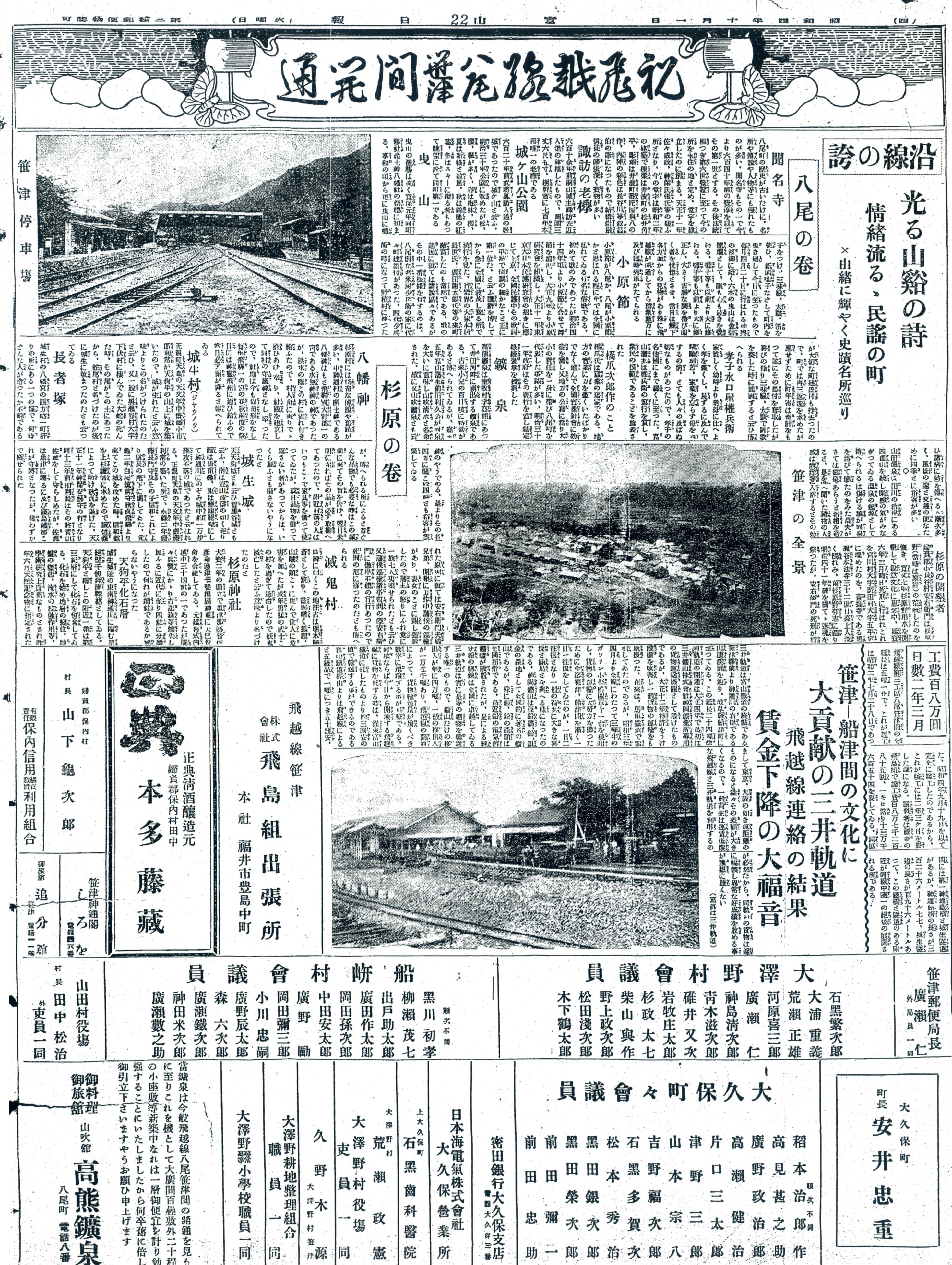
越中八尾駅 - 笹津駅の開通を報じる新聞。当駅構内と当駅に接続していた神岡軌道の写真がある。
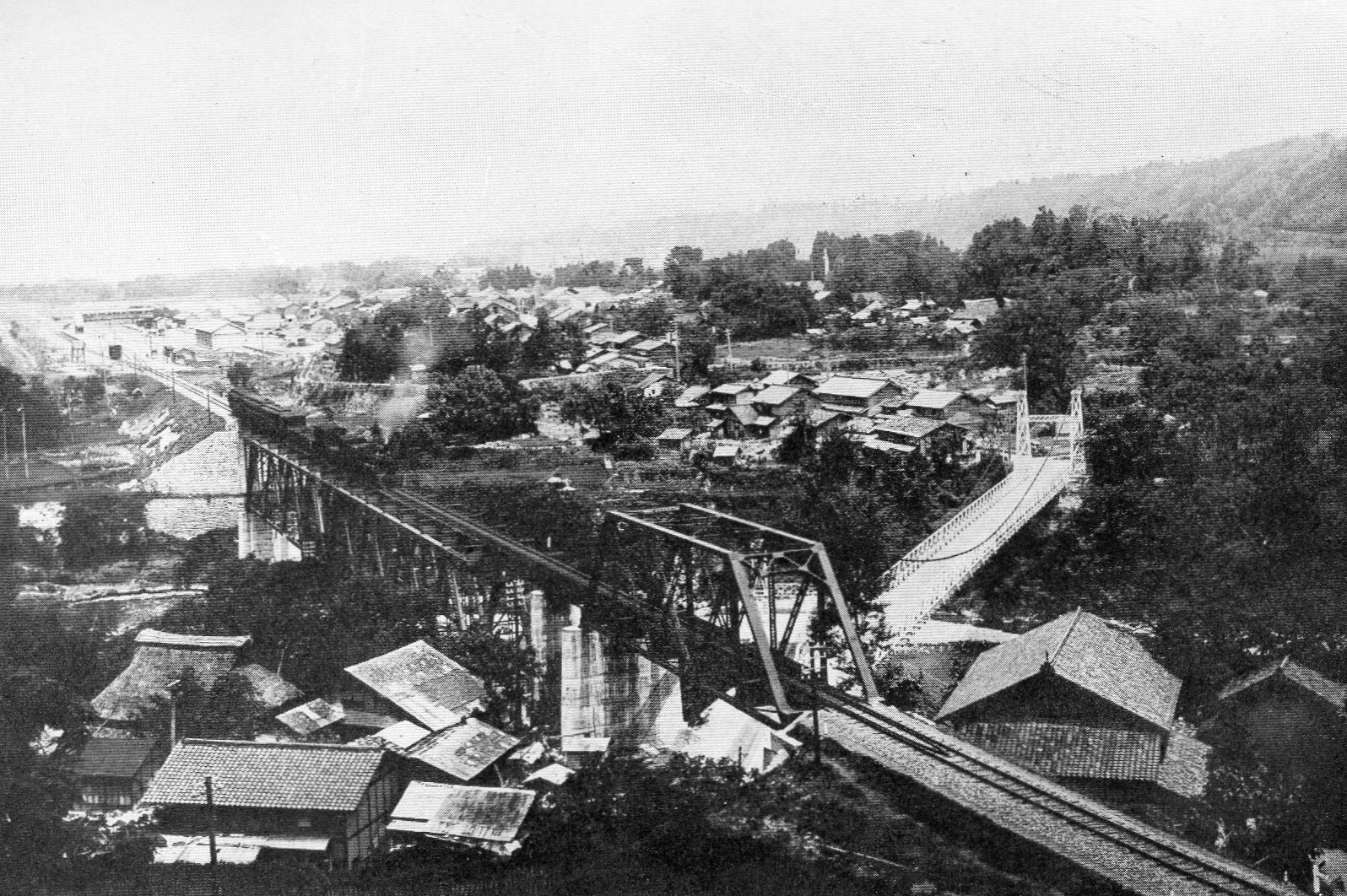
飛越線全通当時の笹津駅周辺
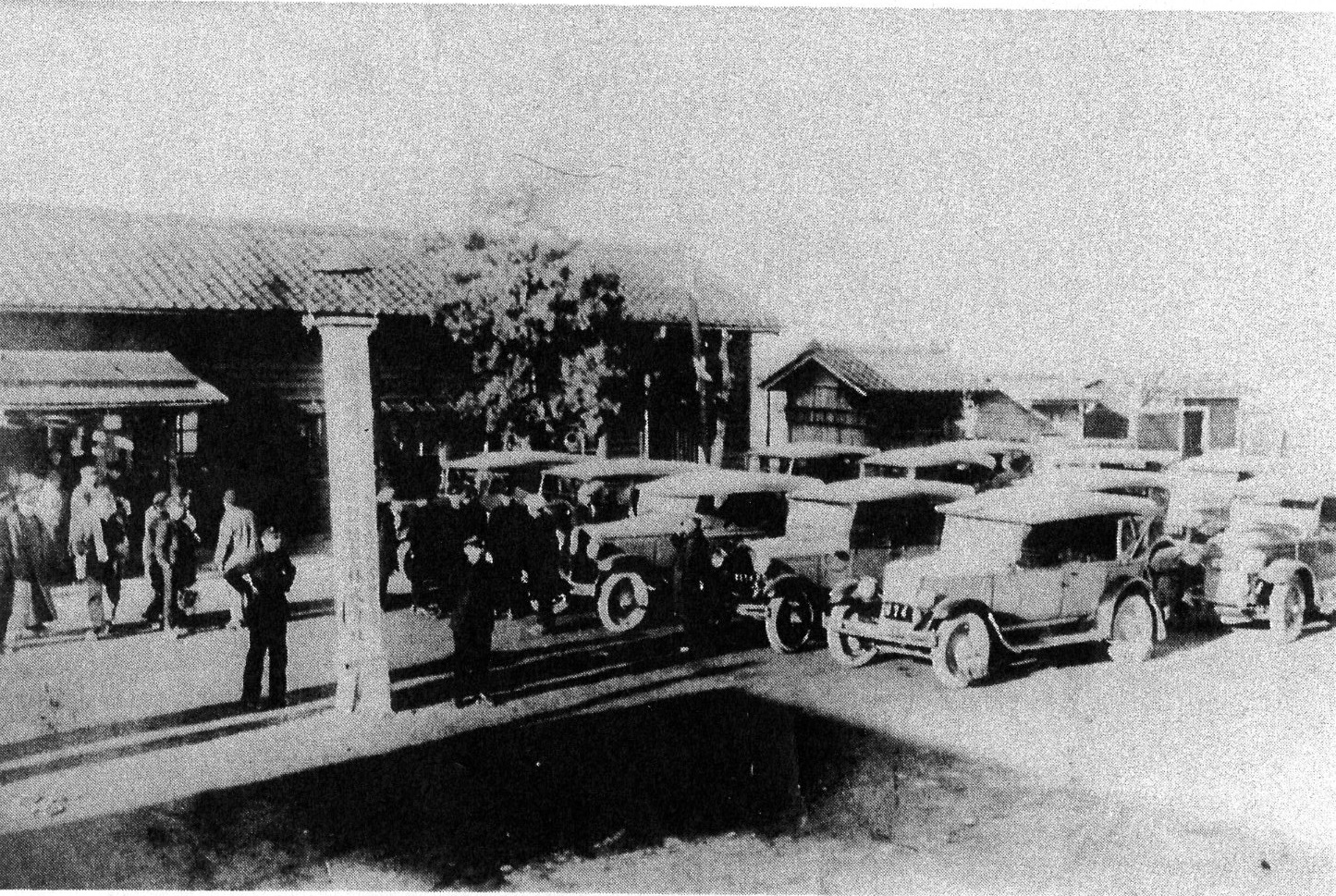
1926年（大正15年）当時の笹津駅
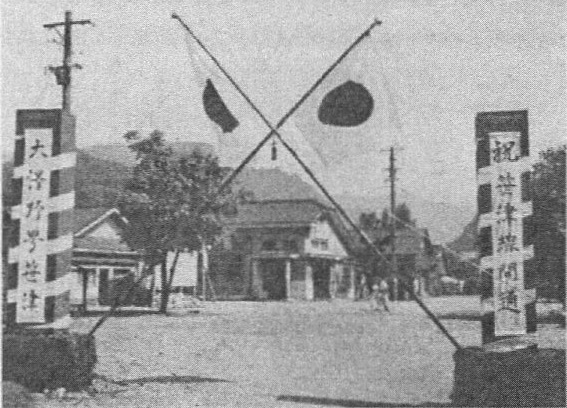
富山地方鉄道笹津線開業当時の笹津駅

## 駅構造
島式ホーム1面2線を有する地上駅。北陸広域鉄道部管理の無人駅であり、駅舎内に自動券売機が設置されている。ホーム上には1933年（昭和8年）竣工の待合所がある。2005年（平成17年）10月29日に竣工の現駅舎は富山市のコミュニティ施設を兼ねており、かつての富山地方鉄道笹津線の跡地に建っている。駅舎は鉄骨平屋建で面積は約143平米であり、駅前にはバスロータリーや駐車場が設けられている。1990年（平成2年）までは急行のりくらの一部が停車したが、以降は当駅における優等列車の停車はない。
2005年（平成17年）に解体された旧駅舎及び駅舎に接していたホームは、建物財産標に「大正3年10月」と記載されており、富山鉄道が建築した建物とホームであった。

### のりば
| のりば | 路線      | 方向 | 行先           |
| ------ | --------- | ---- | -------------- |
| 1      | ■高山本線 | 上り | 猪谷・高山方面 |
| 2      | ■高山本線 | 下り | 富山方面       |

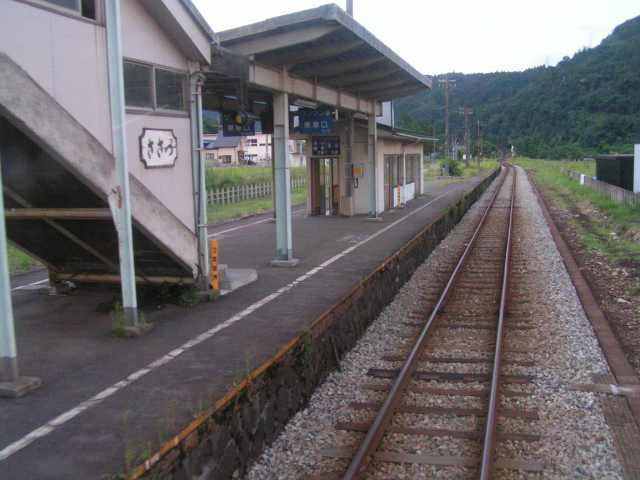
ホーム（2006年8月）

## 貨物取扱
当駅における貨物取扱は、1984年（昭和59年）2月1日に廃止された。1945年（昭和20年）8月1日には昭和運輸と日本通運の合併により、日本通運笹津営業所が開業し、1946年（昭和21年）5月1日には支店へと昇格した。同支店においては主として笹津駅に接続する各専用線における貨物取扱に従事していたが、1952年（昭和27年）8月から開始された北陸電力の電源開発工事の関係によって、その工事完了の1955年（昭和30年）3月までは大量のセメントや工事資材の取扱に繁忙を極めたという。
1951年（昭和26年）12月15日付『鉄道公報』第732号通報「専用線一覧について（営業局）」別表によると、当駅接続の専用線は次の通りであった。
- 敷島紡績線（第三者使用：日本通運、動力：私有機関車、作業粁程：1.0粁）
- 日本カーボン、日本マグネシューム及び日本化学肥料線（第三者使用：日本通運、動力：私有機関車、作業粁程：1.9粁（日本カーボン）・2.1粁（日本マグネシューム）・2.1粁（日本化学肥料））

1953年（昭和28年）10月10日付『鉄道公報』第1254号通報専用線一覧別表掲載中、当駅接続の専用線は次の通りであった。
- 日本カーボン及び三井金属鉱業線（第三者使用：日本通運、動力：私有機関車、作業粁程：1.9粁（日本カーボン）・2.1粁（三井金属鉱業））
- 北陸電力線（第三者使用：日本通運、動力：手押及び日本通運借入機関車、作業粁程：0.1粁）

1970年（昭和45年）10月1日現在における当駅接続の専用線は以下の通りであった。
- 日本カーボン線（通運事業者：日本通運、動力：日本通運所有機関車、作業粁程：1.8粁、総延長粁程：2.1粁）

なお敷島紡績専用線は、上述のように富山地方鉄道笹津線の開業と共に同社の管轄下となり、笹津線には敷島紡信号場が設けられ、その先の敷島紡績工場内に敷島紡駅が開業した。
1970年（昭和45年）10月1日現在における敷島紡駅接続の専用線は以下の通りであった。
- 敷島紡績線（通運事業者：日本通運、動力：富山地方鉄道所有機関車、作業粁程：0.5粁）

## 地鉄笹津駅
富山地方鉄道笹津線の当駅は、国鉄（当時）駅とは同じ構内にあるが、構内北側にホーム、駅舎共に独立した設備を備えており、駅名も社名略称を冠し地鉄笹津駅と名乗っていた。

### 駅構造
廃止時点で、単式ホーム1面1線を有する地上駅で、同線の終端駅であった。ホームは線路の東側（地鉄笹津方面に向かって左手側）に存在した。国鉄高山本線のホームとは跨線橋で連絡していた。そのほか貨物列車用の国鉄との授受線を1線、本線南富山方から東側に分岐しホーム手前で再び本線と合流する側線を1線有していた。この側線には敷島紡績笹津工場からの貨物列車専業であったデキ6500形電気機関車デキ6502号機が、運行時間以外はここに留置されていた。
職員配置駅となっていた。駅舎は国鉄の建物とは別に存在し、ホームに接していた。開業時からの駅舎であった。

### 駅跡
地鉄笹津駅跡は、1998年（平成10年）時点では、笹津駅北側の自転車置場及び空地となっていた。2007年（平成19年）9月時点では空地だった場所に大沢野町（2005年（平成17年）まで）消防第二分団の詰所が建築されており、2008年（平成20年）時点、2009年（平成21年）11月時点でも同様であった。

## 利用状況
「富山県統計年鑑」と「富山市統計書」によると、近年の1日平均乗車人員は以下の通り。
| 年度   | 1日平均 乗車人員 |
| ------ | ---------------- |
| 1995年 | 244              |
| 1996年 | 230              |
| 1997年 | 213              |
| 1998年 | 208              |
| 1999年 | 230              |
| 2000年 | 241              |
| 2001年 | 254              |
| 2002年 | 220              |
| 2003年 | 206              |
| 2004年 | 186              |
| 2005年 | 189              |
| 2006年 | 182              |
| 2007年 | 180              |
| 2008年 | 182              |
| 2009年 | 159              |
| 2010年 | 130              |
| 2011年 | 139              |
| 2012年 | 138              |
| 2013年 | 138              |
| 2014年 | 142              |
| 2015年 | 136              |
| 2016年 | 135              |
| 2017年 | 108              |
| 2018年 | 102              |
| 2019年 | 100              |
| 2020年 | 84               |
| 2021年 | 75               |
| 2022年 | 77               |
| 2023年 | 76               |

## 駅周辺
- 国道41号（越中東街道）
- 富山県道196号笹津停車場線
- 富山県道69号富山笹津線
- 富山県道188号東猪谷富山線
- 富山県道25号砺波細入線
- 大沢野笹津郵便局
- 神通峡春日温泉
- 猿倉山 - 以前は猿倉山スキー場が存在した。
- 神二ダム
- 神三ダム
- 神通川
- 笹津橋

## 隣の駅
西日本旅客鉄道（JR西日本）
■高山本線
楡原駅 - 笹津駅 - 東八尾駅

### かつて存在した路線
富山地方鉄道
笹津線
敷紡前駅 - 地鉄笹津駅